# Dunfallandy Stone

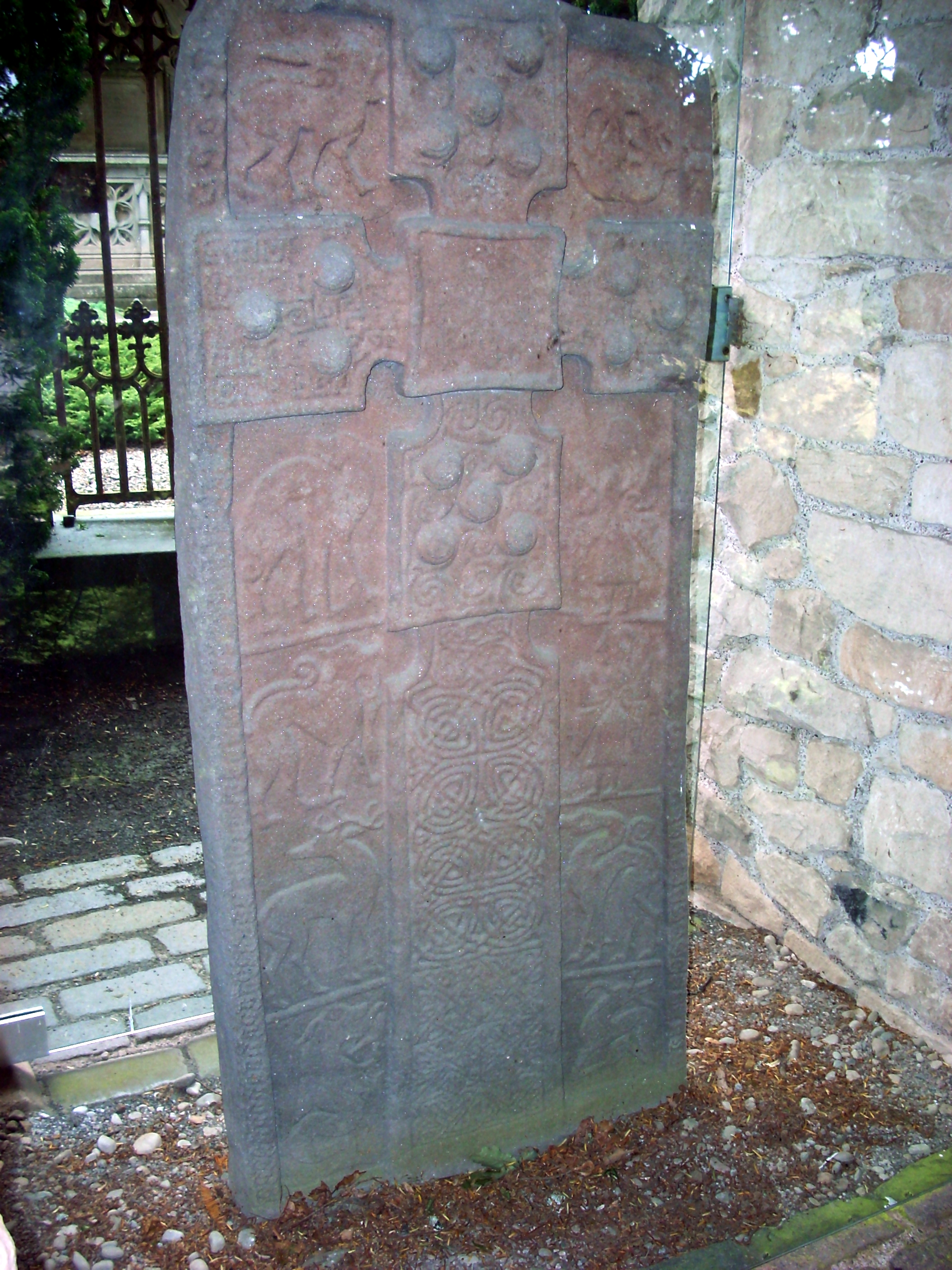
Dunfallandy Stone: voorzijde met het kruis

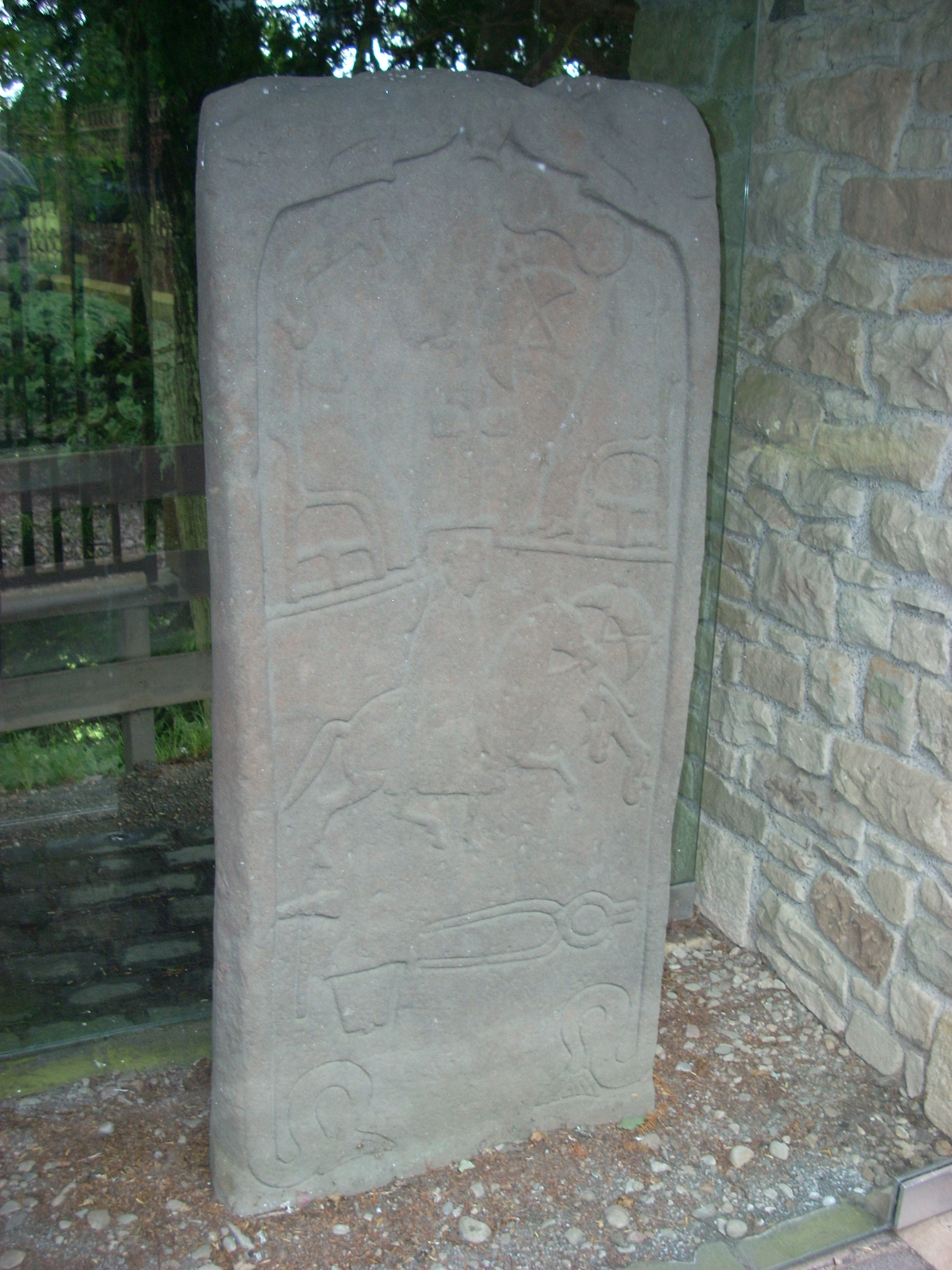
Dunfallandy Stone: achterzijde met de twee zittende menselijke figuren, de ruiter en de gereedschappen.

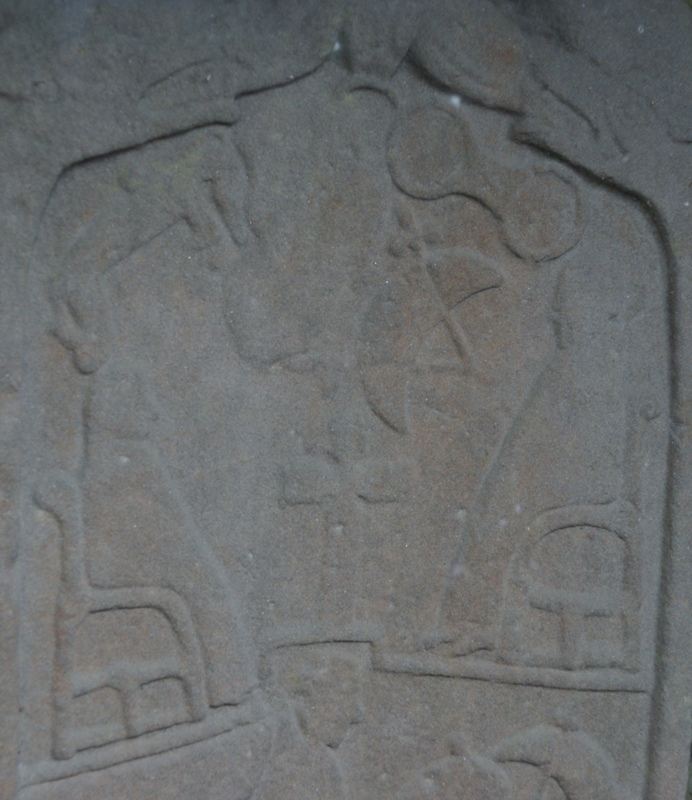
Detail: de zittende figuren met tussen hen in een kruis; linksboven is het Pictische beest te zien.

De Dunfallandy Stone, ook wel Clach An T-Sagart genoemd, is een Pictische steen uit de achtste eeuw, die 1,6 kilometer ten zuiden van Pitlochry in de Schotse regio Perth and Kinross staat.

## Beschrijving
De Dunfallandy Stone is een klasse II Pictische steen, staande op Dunfallandy Hill. De steen is van rode zandsteen. De steen is 1,5 meter hoog, 60 centimeter breed en 10 centimeter dik.
Op de voorzijde staat een kruis, geflankeerd door negen panelen met daarop onder andere Jonas, engelen en zoömorfische figuren.
Op de achterzijde staan bovenaan twee zittende mensen afgebeeld met tussen hen in een kruis. Waarschijnlijk stellen de menselijke figuren de heiligen Paulus van Thebe en Antonius van Egypte voor. Erboven staan een aantal pictische symbolen afgebeeld: het pictische beest, de dubbele schijf en de maan met V-staaf. In het midden van de achterzijde staat een ruiter afgebeeld, wederom met een pictisch beest en de maan met V-staaf. Onderaan op de achterzijde staan een aantal gereedschappen afgebeeld: een hamer, aambeeld en een paar tangen. De gehele achterzijde met daarop de gezeten menselijke figuren, de ruiter en de gereedschappen wordt aan weerszijden geflankeerd door een soort slang met vissenstaart; bovenaan de steen kijken de twee slangen elkaar aan.

## Beheer
De Dunfallandy Stone wordt beheerd door Historic Scotland. Het kruis wordt tegen de weersomstandigheden beschermd door middel van een glazen vitrine.